# بافل تشارنوتا
بافل تشارنوتا Paweł Czarnota (ولد في 14 أبريل 1988) لاعب شطرنج بولندي يحمل لقب أستاذ كبير.

## إنجازات
- فاز ببطولة بولندا للشباب ست مرات، في فئات عمرية مختلفة.
- فاز ببطولة أوروبا للشطرنج للشباب تحت 18 سنة في هيرسيغ نوفي.
- فاز بدورة روبنشتاين التذكارية.

## ألقاب
- نال لقب أستاذ كبير عام 2006.

## تصنيف
- بلغ في تصنيف إيلو 2562 نقطة في يناير 2018.

## روابط خارجية
- بافل تشارنوتا على موقع الاتحاد الدولي للشطرنج (الإنجليزية)
- بافل تشارنوتا على موقع مباريات الشطرنج (الإنجليزية)
- بافل تشارنوتا على موقع 365Chess.com (الإنجليزية)
- بافل تشارنوتا على موقع Chesstempo.com (الإنجليزية)
- بافل تشارنوتا سجل أولمبياد الشطرنج على موقع OlimpBase.org (الإنجليزية)